# Route 43 (Islande)
Pour les articles homonymes, voir Route 43.
La route 43, en islandais Þjóðvegur 43, ou Grindavíkurvegur, littéralement en français « la route de Grindavík », est une route islandaise reliant la route 41 à Grindavík. Elle permet de relier la capitale Reykjavik ou l'aéroport international de Keflavík au Lagon bleu.

## Trajet
- - Route 41 - vers Reykjavik et Keflavík
- -  - vers l'aéroport international de Keflavík
- -  - vers le Lagon bleu et la centrale géothermique de Svartsengi
- Grindavík
  -  -  - vers Hafnir
  -  -  - vers Þorlákshöfn

## Histoire
Le 8 février 2024, une coulée de lave émise par le Svartsengi coupe la route au niveau de son intersection avec la route 426.